# Episodi di Love Life (prima stagione)
La prima stagione della serie televisiva Love Life è stata trasmessa dall'emittente televisiva HBO Max dal 27 maggio all'11 giugno 2020.
| n° | Titolo originale    | Titolo italiano     | Prima TV USA   | Pubblicazione Italia |
| -- | ------------------- | ------------------- | -------------- | -------------------- |
| 1  | Augie Jeong         | Augie Jeong         | 27 maggio 2020 | 15 settembre 2020    |
| 2  | Bradley Field       | Bradley Field       | 27 maggio 2020 | 15 settembre 2020    |
| 3  | Danny Two Phones    | Danny due telefoni  | 27 maggio 2020 | 22 settembre 2020    |
| 4  | Magnus Lund         | Magnus Lund         | 4 giugno 2020  | 22 settembre 2020    |
| 5  | Luke Ducharme       | Luke Ducharme       | 4 giugno 2020  | 29 settembre 2020    |
| 6  | Magnus Lund Part II | Magnus Lund parte 2 | 4 giugno 2020  | 29 settembre 2020    |
| 7  | Claudia Hoffman     | Claudia Hoffman     | 11 giugno 2020 | 6 ottobre 2020       |
| 8  | Sara Yang           | Sara Yang           | 11 giugno 2020 | 6 ottobre 2020       |
| 9  | Augie Again         | Di nuovo Augie      | 11 giugno 2020 | 13 ottobre 2020      |
| 10 | The Person          | La Persona          | 11 giugno 2020 | 13 ottobre 2020      |